# Saison 11 de NCIS : Enquêtes spéciales
Chronologie
Saison 10 Saison 12
Cet article présente le guide des épisodes de la onzième saison de la série télévisée américaine NCIS : Enquêtes spéciales (NCIS).

## Distribution

### Acteurs réguliers
- Mark Harmon (VF : Hervé Jolly) : Leroy Jethro Gibbs, chef d'équipe du NCIS
- Michael Weatherly (VF : Xavier Fagnon) : Anthony "Tony" DiNozzo Jr., agent spécial du NCIS
- Pauley Perrette (VF : Anne O'Dolan) : Abigail Sciuto, experte scientifique du NCIS
- Sean Murray (VF : Adrien Antoine) : Timothy McGee, agent spécial du NCIS
- Brian Dietzen (VF : Christophe Lemoine) : Jimmy Palmer, médecin légiste assistant du NCIS
- Emily Wickersham (V.F. : Barbara Beretta) : Eleanor « Ellie » Bishop[1],[2] (à partir de l’épisode 9, principale à partir de l'épisode 12), agent spécial du NCIS
- Rocky Carroll (VF : Serge Faliu) : Leon Vance, directeur du NCIS
- David McCallum (VF : Michel Le Royer) : Donald Mallard, médecin légiste du NCIS
- Cote de Pablo (VF : Cathy Diraison) : Ziva David (épisodes 1 et 2), agent spécial du NCIS

### Acteurs secondaires et invités
- Joe Spano : Tobias C. Fornell  (épisodes 1, 2, 10, 18 et 19)
- Leslie Hope : SecNav Sarah Porter[3]  (épisodes 2, 6 et 9)
- Matt Craven : SecNav Clayton Jarvis  (épisode 1)
- Colin Hanks : Richard Parsons, enquêteur auprès du ministère de la Défense  (épisode 1)
- Alan Dale : Tom Morrow, directeur-adjoint de la Sécurité Intérieure, ancien directeur du NCIS  (épisode 1)
- Muse Watson : Mike Franks  (épisodes 4 et 18)
- Margo Harshman : Delilah Fielding[4]  (épisodes 1, 5, 12, 13, 15 et 20)
- Diane Neal :  Agent spécial du CGIS, Abigail Borin  (épisode 6)
- Ralph Waite : Jackson Gibbs  (épisode 7)
- Melinda McGraw : Agent spécial de l'IRS Diane Sterling  (épisode 10)
- Susanna Thompson : Hollis Mann  (épisode 12)
- Wendy Makkena : Dr Rachel Cranston (sœur de Kate Todd)  (épisode 13)
- Robert Wagner : Anthony DiNozzo, Sr.  (épisode 16)
- Meredith Eaton (VF : Fily Keita) : Carol Wilson (épisode 11)

## Production
Le 1er février 2013, la série a été renouvelée pour une onzième saison.
La onzième saison comporte 24 épisodes et est diffusée du 24 septembre 2013 au 13 mai 2014en simultanée sur CBS et Global.
Au Québec, Historia a diffusé la onzième saison du 1er septembre 2014 au 27 septembre 2014.
En Suisse, la diffusion débute sur la RTS à partir du 20 février 2014 jusqu'au 11 septembre 2014.
En France, la diffusion de la saison débute du 7 mars 2014 jusqu'au 27 mars 2015 sur M6.
En Belgique, la série est diffusée du 17 septembre 2014 au 26 novembre 2014.
Cette saison marque le départ du personnage de Ziva David au bout de deux épisodes, elle était interprétée par Cote de Pablo et était présente dans la série depuis la troisième saison. L'actrice avait annoncée son départ le 10 juillet 2013.
Emily Wickersham remplace alors Cote de Pablo, et interprète le personnage d'Eleanor "Ellie" Bishop, elle apparait pour la première fois dans la série lors de l'épisode 9 et devient régulière à partir de l'épisode 12.
Margo Harshman qui joue Delilah Fielding la petite amie de McGee, apparait pour la première fois dans la série lors du premier épisode de cette saison; elle apparaitra dans plusieurs épisodes de la saison et dans les suivantes.
Joe Spano, Alan Dale, Robert Wagner et Muse Watson sont revenus en tant que récurrents dans un ou plusieurs épisodes de cette saison.
Les épisodes 18 et 19 de cette saison, servent d'introduction à la deuxième série dérivée de NCIS et donc la troisième de la franchise, NCIS : Nouvelle-Orléans.

## Épisodes
Pour les titres francophones des épisodes, lorsque ceux-ci seront connus, le titre français (de France) sera inscrit en premier et le titre québécois en deuxième. Lorsqu'il n'y aura qu'un seul titre, c'est que l'épisode aura le même titre en France et au Québec.

### Épisode 1:Whisky Tango Foxtrot
- États-Unis /  Canada : 24 septembre 2013 sur CBS[6] / Global
- Suisse : 20 février 2014 sur RTS Un
- France : 7 mars 2014 sur M6
- Québec : 1er septembre 2014 sur Historia
- Belgique : 17 septembre 2014 sur RTL-TVI

- États-Unis : 20,02 millions de téléspectateurs[11] (première diffusion)
- Canada : 2,59 millions de téléspectateurs[12] (première diffusion)
- France : 4,80 millions de téléspectateurs[13] (première diffusion)

- Colin Hanks : Richard Parsons
- Joe Spano : T.C. Fornell, agent première classe FBI (1/5)
- Alan Dale : Tom Morrow, directeur de la sécurité intérieure
- Allan Louis : Capitaine de la NAVY Dominick Wayne
- Damon Dayoub : Adam Eshel
- Costas Mandylor : Tomás Mendez
- Margo Harshman : Delilah Fielding (1/6)
- Ivan Shaw : Victor Cheng
- Jared Ward : Lieutenant au Joint Special Operations Command Eric Kagen
- Will Harris : Murray Hines
- Matt Craven : Clayton Jarvis, secrétaire de la NAVY
- Gabi Coccio : Ziva David à 13 ans
- Ben Morrison : Eli David jeune

- Il est intéressant de noter que dans l'alphabet radio international, "Whiskey Tango Foxtrot" se translittèrent respectivement par W, T et F. Ces trois lettres forment elles-mêmes l'abréviation bien connue de l'expression "What the fuck ?!" que l'on pourrait traduire par "C'est quoi ce bordel ?!"
- Il est possible de voir ici un clin d’œil des scénaristes à leur public, au vu de la trame particulièrement compliquée de cet épisode.

### Épisode 2:L'Écho du passé
- États-Unis /  Canada : 1er octobre 2013 sur CBS / Global
- Suisse : 27 février 2014 sur RTS Un
- France : 7 mars 2014 sur M6
- Québec : 2 septembre 2014 sur Historia
- Belgique : 17 septembre 2014 sur RTL-TVI

- États-Unis : 19,98 millions de téléspectateurs[14] (première diffusion)
- Canada : 2,42 millions de téléspectateurs[15] (première diffusion)
- France : 4,85 millions de téléspectateurs[13] (première diffusion)

- Joe Spano : T.C. Fornell, agent première classe FBI (2/5)
- Leslie Hope : Sarah Porter, secrétaire de la NAVY
- Marina Sirtis : Orli Elbaz
- Allan Louis : Capitaine de la NAVY Dominick Wayne
- Damon Dayoub : Adam Eshel
- Costas Mandylor : Tomas Mendez
- Lena Georgas : Docteur Deena Bashan
- Omar J. Dorsey : Vernon Dale
- Solomon Shiv : Officier #1
- Keenan Henson : Henry Coldwell
- Nell Teare : Jeune femme
- Brenda Vivian : Serveuse
- Gabi Coccio : Ziva David à 13 ans

- Cote de Pablo qui interprète le personnage de Ziva David depuis la troisième saison, quitte la série au terme de cet épisode.

### Épisode 3:Sous le radar
- États-Unis /  Canada : 8 octobre 2013 sur CBS / Global
- Suisse : 6 mars 2014 sur RTS Un
- France : 14 mars 2014 sur M6
- Québec : 3 septembre 2014 sur Historia
- Belgique : 24 septembre 2014 sur RTL-TVI

- États-Unis : 18,33 millions de téléspectateurs[16] (première diffusion)
- Canada : 2,21 millions de téléspectateurs[17] (première diffusion)
- France : 3,37 millions de téléspectateurs[18] (première diffusion)

- Roma Maffia : Vera Strickland, agent spécial du NCIS
- Wade Williams : Larry Purcell
- Teri Reeves : Lieutenant Dana Robbins
- Barbara Eve Harris : Stacy Bergin, directrice du Federal Aviation Administration
- Wolé Parks : Capitaine de la NAVY Michael Laramie
- Robert Newman : Amiral Wayne Hargrove
- Scott Waara : Mel Frazier
- Jonathan Patrick Moore : Kip Logan
- Will Harris : Murray Hines
- Lou George : Directeur
- Andrea Bordeaux : Courtney
- Brenda Vivian : Eugene Coyle, agent spécial du NCIS
- Tyler Wolfe : Lieutenant Terence Keith
- Christian Cehring : Owen Tamblin, officier de la police métropolitaine

### Épisode 4:De l'existence de la femme...
- États-Unis /  Canada : 15 octobre 2013 sur CBS / Global
- Suisse : 13 mars 2014 sur RTS Un
- France : 21 mars 2014 sur M6
- Québec : 4 septembre 2014 sur Historia
- Belgique : 24 septembre 2014 sur RTL-TVI

- États-Unis : 18,83 millions de téléspectateurs[19] (première diffusion)
- Canada : 2,53 millions de téléspectateurs[20] (première diffusion)
- France : 4,22 millions de téléspectateurs[21] (première diffusion)

- Muse Watson : Mike Franks
- Jackie Geary : Susan Grady, agent spécial du NCIS
- Lolita Davidovich : Catherine Tavier
- Ramon De Ocampo : Lieutenant Thomas Gorman
- Tehmina Sunny : Leyla Shakarji
- Fred Cross : Roland Pulvino
- Alexander Wraith : Farshad Sarabi
- Paul Hodge : Casque bleu
- Nikka Far : Elina
- Paris Benjamin : Mor
- Shani Atias : Afghane stoique
- Jasmine Di Angelo : Halia
- Ben MacCabee : Chef local afghan
- Zoey Diaz : Amira

### Épisode 5:Criminel un jour...
- États-Unis /  Canada : 22 octobre 2013 sur CBS / Global
- Suisse : 20 mars 2014 sur RTS Un
- France : 28 mars 2014 sur M6
- Québec : 5 septembre 2014 sur Historia
- Belgique : 1er octobre 2014 sur RTL-TVI

- États-Unis : 18,99 millions de téléspectateurs[22] (première diffusion)
- Canada : 2,16 millions de téléspectateurs[23]
- France : 4,50 millions de téléspectateurs[24] (première diffusion)

- Margo Harshman : Delilah Fielding (2/6)
- Augustus Prew : Anton Markin
- Patrick Mulvey : Milo Rankoff
- Mac Brandt : Jake Spoke
- Samantha Quan : Amy Linden
- Andrew Friedman : George
- Sherri Parker Lee : Martha
- Dylan Gelula : Marie Markin jeune
- Wes McGee : Officier de première classe Andrew Wells
- Susan Spano : Marie Markin

### Épisode 6:Semper paratus
- États-Unis /  Canada : 29 octobre 2013 sur CBS / Global
- Suisse : 27 mars 2014 sur RTS Un
- France : 4 avril 2014 sur M6
- Québec : 6 septembre 2014 sur Historia
- Belgique : 1er octobre 2014 sur RTL-TVI

- États-Unis : 19,30 millions de téléspectateurs[25]
- Canada : 2,42 millions de téléspectateurs[26]
- France : 4,26 millions de téléspectateurs[27] (première diffusion)

- Diane Neal : Abigail Borin, agent du Coast Guard Investigative Service
- Leslie Hope : Sarah Porter, secrétaire de la NAVY
- William Ragsdale : Brett Creevy
- Rodney Rowland : Jonah McGuire, officier des opérations
- Jon Lindstrom : Perry Davidson
- Rick Gonzalez : Lenny Machaca
- Chelsea Harris : Danielle Benton
- Fay Masterson : Paige Hebner
- Brent Huff : Rig Foreman
- Michael Buonomo : Dennis Latrobe, officier troisième classe des gardes côtes
- Peter Downing : Capitaine

- Semper paratus (Toujours prêts) est la devise des gardes-côtes américains.

### Épisode 7:Les Ailes de l'espoir
- États-Unis /  Canada : 5 novembre 2013 sur CBS / Global
- Suisse : 3 avril 2014 sur RTS Un
- France : 11 avril 2014 sur M6
- Québec : 8 septembre 2014 sur Historia
- Belgique : 8 octobre 2014 sur RTL-TVI

- États-Unis : 19,18 millions de téléspectateurs[28]
- Canada : 2,06 millions de téléspectateurs[29]
- France : 4,08 millions de téléspectateurs[30] (première diffusion)

- Ralph Waite : Jackson Gibbs
- Josh Gordon Emerson : Aaron Connolly
- Rocky McMurray : Ray Mitchell, officier de police d'Howard County
- Kelvin Yu : Sebastian Kim
- Caryn West : Karen Fox, directrice du DCS
- Connie Jackson : Elaine
- Tom Fitzpatrick : Walter Beck
- Jocelyn Ayanna : Asabe Dawson
- Andrew Lander : Jackson Gibbs jeune
- Austin Bowerman : Walter Beck jeune

### Épisode 8:Échange de meurtres
- États-Unis /  Canada : 12 novembre 2013 sur CBS / Global
- Suisse : 10 avril 2014 sur RTS Un
- France : 22 août 2014 sur M6
- Québec : 9 septembre 2014 sur Historia
- Belgique : 8 octobre 2014 sur RTL-TVI

- États-Unis : 19,37 millions de téléspectateurs[31]
- Canada : 2,30 millions de téléspectateurs[32]
- France : 3,92 millions de téléspectateurs[33] (première diffusion)

- Salli Richardson-Whitfield : Carrie Clark
- Dameon Clarke : Paul Dockry, détective à la criminelle
- Steven Helmkamp : Sergent Justin Dunne
- Rodney Eastman : Wendell Kaiser
- Nicole Steinwedell : Olivia Chandler
- Jeff Harlan : Réverend Miller
- Connie Jackson : Elaine
- Eltony Williams : Sergent artilleur Cal Groves
- Abe Daniels : Daniel Cliff, agent de la police militaire

### Épisode 9:L'Esprit d'équipe
- États-Unis /  Canada : 19 novembre 2013 sur CBS / Global
- Suisse : 17 avril 2014 sur RTS Un
- France : 29 août 2014 sur M6
- Québec : 10 septembre 2014 sur Historia
- Belgique : 15 octobre 2014 sur RTL-TVI

- États-Unis : 19,66 millions de téléspectateurs[34]
- Canada : 2,55 millions de téléspectateurs[35] (première diffusion + différé 7 jours)
- France : 4,18 millions de téléspectateurs[36] (première diffusion)

- Leslie Hope : Secrétaire de la Marine Sarah Porter
- Alan Ruck : Ward Davis
- Geoffrey Blake : Marc Attencio
- Gideon Emery : Rudolph Stalin
- Tim Peper : Agent Spécial de la NSA  Chad Flynderling
- Nichelle Hines : Agent Spécial du NCIS  Norma Hench
- Emily Wickersham : Eleanor "Ellie" Bishop

- Première apparition d'Eleanor Bishop, analyste de la NSA, successeur de Ziva David.
- Elle précise également que lors d'un interrogatoire que l'un des principes de base pour piéger le suspect est de lui laisser tirer ses propres conclusions...
- On peut noter un clin d’œil à Star Trek  et à Jeff Bridges (ainsi qu'erronément à Jeff Daniels) dans son  personnage du film Tron.

### Épisode 10:Trio impossible
- États-Unis /  Canada : 10 décembre 2013 sur CBS / Global
- Suisse : 24 avril 2014 sur RTS Un
- France : 5 septembre 2014 sur M6
- Québec : 11 septembre 2014 sur Historia
- Belgique : 15 octobre 2014 sur RTL-TVI

- États-Unis : 19,30 millions de téléspectateurs[37]
- Canada : 2,45 millions de téléspectateurs[38] (première diffusion + différé 7 jours)
- France : 4,32 millions de téléspectateurs[39] (première diffusion)

- Joe Spano : T.C. Fornell, agent de première classe FBI (3/5)
- Emily Wickersham : Eleanor "Ellie" Bishop
- Melinda McGraw : Diane Sterling
- Bryce Johnson : Eddie Macklin
- Sterling K. Brown : Elijah Banner
- Juliette Angelo : Emily Fornell
- Lucy Butler : Roda Robinson
- Jeffrey Hutchinson : Monsieur Dale Wagner
- Will Buchanan : Caporal Ron Flegman
- Eva La Dare : Clown / La femme mystère

### Épisode 11:Le Mal de Noël
- États-Unis /  Canada : 17 décembre 2013 sur CBS / Global
- Suisse : 1er mai 2014 sur RTS Un
- Québec : 12 septembre 2014 sur Historia
- France : 12 septembre 2014 sur M6
- Belgique : 22 octobre 2014 sur RTL-TVI

- États-Unis : 19,65 millions de téléspectateurs[40]
- Canada : 2,61 millions de téléspectateurs[41] (première diffusion + différé 7 jours)
- France : 4,07 millions de téléspectateurs[42] (première diffusion)

- Ben Vereen : Lamar Addison
- Meredith Eaton : Carol Wilson
- Emily Wickersham : Eleanor "Ellie" Bishop
- Matt Biedel : Lieutenant Kevin Daly
- Holley Fain : Audrey Daly
- Gabriel Tigerman : Max Comey
- Michelle Pierce : Breena Palmer
- Kiara Muhammad : Kayla Vance
- Akinsola Aribo : Jared Vance
- Alyvia Alyn Lind : Emma Daly
- Luke Colombero : Tommy Daly

### Épisode 12:Chaîne de frappe(partie 1)
- États-Unis /  Canada : 7 janvier 2014 sur CBS / Global
- Suisse : 8 mai 2014 sur RTS Un
- Québec : 13 septembre 2014 sur Historia
- France : 19 septembre 2014 sur M6
- Belgique : 22 octobre 2014 sur RTL-TVI

- États-Unis : 20,84 millions de téléspectateurs[43]
- Canada : 2,76 millions de téléspectateurs[44] (première diffusion + différé 7 jours)
- France : 3,99 millions de téléspectateurs[45] (première diffusion)

- Susanna Thompson : Hollis Mann
- Margo Harshman : Delilah Fielding (3/6)
- Julie Ann Emery : Erin Pace
- Karan Oberoi : Benham Parsa
- William deVry : Lieutenant commandeur Stone
- Brandon Gibson : Hal Beem
- Justin Cuomo : Officier de première classe Patrice Gates
- Ravi Kapoor : Bashire Malik

Dans cet épisode l'équipe fait, à partir des réflexions de DiNozzo,  le point sur les ex-femmes de Gibbs, soient:
- Diane, créature de satan, premier signe de l'Apocalypse...
- L'Inconnue, mystère total, le triangle des Bermudes..
- Stéphanie. similaire à Diane, question charme et personnalité....
- Hollis, (la seule qui ait abandonnée Gibbs), soirées au sous-sol,...Et elle s'est envolé!

### Épisode 13:Le Transporteur(partie 2)
- États-Unis /  Canada : 14 janvier 2014 sur CBS / Global
- Suisse : 15 mai 2014 sur RTS Un
- Québec : 15 septembre 2014 sur Historia
- France : 26 septembre 2014 sur M6
- Belgique : 29 octobre 2014 sur RTL-TVI

- États-Unis : 19,72 millions de téléspectateurs[46]
- Canada : 2,69 millions de téléspectateurs[47]  (première diffusion + différé 7 jours)
- France : 3,97 millions de téléspectateurs[48] (première diffusion)

- Wendy Makkena : Dr Rachel Cranston
- Margo Harshman : Delilah Fielding (4/6)
- Alanna Ubach : Sofia Martinez analyste superviseur NSA
- Ravi Kapoor : Bashir Malik
- Kovar McClure : Duke Turner, agent spécial NIS
- Carlton Wilborn : Sergent marine Charles Garrett
- Jeff Galfer : Victor Hodge, superviseur CIA
- Monica Lawson : L'infirmière

### Épisode 14:Des monstres et des hommes(partie 3)
- États-Unis /  Canada : 4 février 2014 sur CBS / Global
- Suisse : 22 mai 2014 sur RTS Un
- Québec : 16 septembre 2014 sur Historia
- France : 3 octobre 2014 sur M6
- Belgique : 29 octobre 2014 sur RTL-TVI

- États-Unis : 19,53 millions de téléspectateurs[49]
- Canada : 2,62 millions de téléspectateurs[50] (première diffusion + différé 7 jours)
- France : 4,03 millions de téléspectateurs[51] (première diffusion)

- Karan Oberoi : Benham Parsa
- Nestor Serrano : Superviseur de la NSA Jeremy Marlens
- Shishir Kurup : Khalil Farooq
- Aaron Hill : Lieutenant des Navy SEALs William Blake
- John Allen Nelson : Vice-amiral du JSOC Lloyd Manditsky
- Rob Evors : Technicien en Chef de la Navy David Harketti
- Adrian Gonzalez : Vigie

### Épisode 15:À l'épreuve des balles
- États-Unis /  Canada : 25 février 2014 sur CBS / Global
- Suisse : 29 mai 2014 sur RTS Un
- Québec : 17 septembre 2014 sur Historia
- France : 10 octobre 2014 sur M6
- Belgique : 5 novembre 2014 sur RTL-TVI

- États-Unis : 17,03 millions de téléspectateurs[52]
- Canada : 2,70 millions de téléspectateurs[53] (première diffusion + différé 7 jours)
- France : 4,07 millions de téléspectateurs[54] (première diffusion)

- Margo Harshman : Delilah Fielding (5/6)
- Sarah Aldrich : Karen Upline
- Adrian LaTourelle : Benson Honeycutt
- Jarrod Bailey : Chris Valley
- Ki Hong Lee : Chris Hoffman
- Challen Cates : Fay Gussman
- Shannon Cochran : Mallory Linn
- Kurt Yaeger : Freddie Linn

### Épisode 16:Dimanche interruptus
- États-Unis /  Canada : 4 mars 2014 sur CBS / Global
- Suisse : 5 juin 2014 sur RTS Un
- Québec : 18 septembre 2014 sur Historia
- France : 17 octobre 2014 sur M6
- Belgique : 5 novembre 2014 sur RTL-TVI

- États-Unis : 17,85 millions de téléspectateurs[55]
- Canada : 2,51 millions de téléspectateurs[56] (première diffusion + différé 7 jours)
- France : 4,00 millions de téléspectateurs[57] (première diffusion)

- Robert Wagner : Anthony DiNozzo, Sr.
- Bess Armstrong : Sénateur des États-Unis Denise O'Hara
- Hugo Armstrong : Agent Spécial du NCIS Eugene Coyle
- John Livingston : Will Pritchard
- Aja Evans : Taylor
- Desiree Hall : Jennifer Morrison
- Everette Wallin : commander Lionel Saxon
- Suzanne Quast : Liz Allen
- Anthony Palermo : Nicholas "Nick" Bodeen, le faux capitaine de frégate

### Épisode 17:Le Come Back
- États-Unis /  Canada : 18 mars 2014 sur CBS / Global
- Suisse : 21 août 2014 sur RTS Un
- Québec : 19 septembre 2014 sur Historia
- France : 24 octobre 2014 sur M6
- Belgique : 12 novembre 2014 sur RTL-TVI

- États-Unis : 17,11 millions de téléspectateurs[58]
- Canada : 2,52 millions de téléspectateurs[59] (première diffusion + différé 7 jours)
- France : 4,02 millions de téléspectateurs[60] (première diffusion)

- Keith Carradine : Manheim Gold
- Joel Brooks : Ronnie Mustard
- Hank Harris : Denny Johnson alias le ringard
- John Sloan : Luke Pischedda
- David Shatraw : Bobby Quinn
- Javi Mulero : Earl Grieve
- Linc Hand : Damien Hunter, officier maître de première classe
- Sue Cremin : Vivian Sutton
- Justin Alston : Holgate, agent spécial du NCIS

### Épisode 18:Le Privilégié:1repartie
- États-Unis /  Canada : 25 mars 2014 sur CBS / Global
- Suisse : 21 août 2014 sur RTS Un
- Québec : 20 septembre 2014 sur Historia
- France : 27 mars 2015 sur M6
- Belgique : 11 mars 2015 sur RTL-TVI

- États-Unis : 17,52 millions de téléspectateurs[61]
- Canada : 2,47 millions de téléspectateurs[62] (première diffusion + différé 7 jours)
- France : 4,45 millions de téléspectateurs[63](première diffusion)

- Scott Bakula : Dwayne "King" Cassius Pride, agent spécial du NCIS
- Lucas Black : Christopher Lasalle, agent spécial du NCIS
- Zoe McLellan : Meredith "Merri" Brody, agent spécial du NCIS
- CCH Pounder : Loretta Wade, docteur au Jefferson Parish
- Joe Spano : T.C. Fornell, agent première classe du FBI (4/5)
- Paige Turco : Linda
- Lou Mulford : Amy McLane
- Vanessa Bell Calloway : Sally Hammond
- D.C. Douglas : Tom Speakman
- Andrew St. John : Abraham Lycek, officier seconde classe
- Kelsey Scott : Lynette Doyle, agent spécial FBI
- Trav Lyons : Kyle Travers, shérif du comté
- Muse Watson : Mike Franks

### Épisode 19:Le Privilégié:2epartie
- États-Unis /  Canada : 1er avril 2014 sur CBS / Global
- Suisse : 28 août 2014 sur RTS Un
- Québec : 22 septembre 2014 sur Historia
- France : 27 mars 2015 sur M6
- Belgique : 11 mars 2015 sur RTL-TVI

- États-Unis : 17,16 millions de téléspectateurs[64]
- Canada : 2,48 millions de téléspectateurs[65] (première diffusion + différé 7 jours)
- France : 4,45 millions de téléspectateurs[63](première diffusion)

- Scott Bakula : Dwayne "King" Cassius Pride, agent spécial du NCIS
- Lucas Black : Christopher Lasalle, agent spécial du NCIS
- Zoe McLellan : Meredith "Merri" Brody, agent spécial du NCIS
- CCH Pounder : Loretta Wade, docteur au Jefferson Parish
- Joe Spano : T.C. Fornell, agent première classe FBI (5/5)
- Stuart Margolin : Felix Betts
- Aaron Clifton Moten : Wendell Hobbs, médecin légiste
- Chelcie Ross : Josef Hanlon
- Drew Waters : Spencer Hanlon
- Brit Shaw : Allison
- Jen Nikolaisen : Carla Meade, officier quartier maître
- Nicole Pettis : Haley
- Jimmy Deshler : Adolescent
- La'Jessie Smith : Lamar
- Garrett Kruithof : Maurice Drenault

### Épisode 20:Traque sur internet
- États-Unis /  Canada : 8 avril 2014 sur CBS / Global
- Suisse : 28 août 2014 sur RTS Un
- Québec : 23 septembre 2014 sur Historia
- France : 31 octobre 2014 sur M6
- Belgique : 12 novembre 2014 sur RTL-TVI

- États-Unis : 17,39 millions de téléspectateurs[66]
- Canada : 2,40 millions de téléspectateurs[67] (première diffusion + différé 7 jours)
- France : 4,43 millions de téléspectateurs[68] (première diffusion)

- Margo Harshman : Delilah Fielding (6/6)
- Manoel Felciano : Jim Brisco, agent de la CIA
- Richard Ruccolo : Ronald Troutman
- Donny Boaz : Lieutenant Kit Jones
- Stephanie Lemelin : Melody Hanson
- Olesya Rulin : Kim Troutman
- Clayton Snyder : Sampson
- Tom Everett : Kirkwood Zaysen, superviseur CIA
- Julia Cho : Ginger Uwanawich
- Michelle Anne Johnson : Emma Fisher, superviseur DOD
- Erin Allin O'Reilly : Heidi Partridge

- DiNozzo  évoque Tango et Cash

### Épisode 21:Harcèlement
- États-Unis /  Canada : 15 avril 2014 sur CBS / Global
- Suisse : 4 septembre 2014 sur RTS Un
- Québec : 24 septembre 2014 sur Historia
- France : 7 novembre 2014 sur M6
- Belgique : 19 novembre 2014 sur RTL-TVI

- États-Unis : 17,12 millions de téléspectateurs[69]
- Canada : 2,54 millions de téléspectateurs[70] (première diffusion + différé 7 jours)
- France : 4,31 millions de téléspectateurs[71] (première diffusion)

- Kelli Williams : Agent Spécial du NCIS Maureen Cabot
- Liz Holtan : Enseigne de Marine Holly Farrell
- Titus Makin Jr. : Enseigne de marine Thomas Burke
- Andrew Lukich : Commandant Louis Wexler
- Mike Foy : Eddie Patch
- Adam Clark : Fred Johnson
- Justin Prentice : Enseigne de marine Michael Fox
- Chastity Dotson : Lieutenant superviseur Monica King
- Miles Gaston Villanueva : Lieutenant de grade Junior John Alexander
- Scott Beehner : Milton
- Anthony Tyler Quinn : Clarence Daniels, commandant de la NAVY
- Burt Grinstead : Lieutenant de grade Junior  William Greco
- Joseph Whipp : L'homme âgé qui veut inviter Bishop à danser

### Épisode 22:Shooter
- États-Unis /  Canada : 29 avril 2014 sur CBS / Global
- Suisse : 4 septembre 2014 sur RTS Un
- Québec : 25 septembre 2014 sur Historia
- France : 14 novembre 2014 sur M6
- Belgique : 19 novembre 2014 sur RTL-TVI

- États-Unis : 17,25 millions de téléspectateurs[72]
- Canada : 2,36 millions de téléspectateurs[73] (première diffusion + différé 7 jours)
- France : 4,43 millions de téléspectateurs[68] (première diffusion)

- Jeff Branson : Commandant de marine Chad Hendricks
- Charlie Schlatter : Lorin Davis
- Craig Parker : Major Richard Huggins, officier conseil du JAG
- Matthew Arkin : Docteur Grahm Novak
- Walter Pérez : Premier Lieutenant Michael Waters
- Chloe Lanier : Emma Carter
- Dean Cameron : Propriétaire d'immeuble
- Blake Lindsley : Belinda Carter
- David Mattey : Goliath
- John R. Colley : Christopher Ramos
- Justin Cary : Sergent Martin "Shooter" Roe

### Épisode 23:La Fille de l'amiral
- États-Unis /  Canada : 6 mai 2014 sur CBS / Global
- Suisse : 11 septembre 2014 sur RTS Un
- Québec : 26 septembre 2014 sur Historia
- France : 21 novembre 2014 sur M6
- Belgique : 26 novembre 2014 sur RTL-TVI

- États-Unis : 15,88 millions de téléspectateurs[74]
- Canada : 2,28 millions de téléspectateurs[75] (première diffusion + différé 7 jours)
- France : 4,57 millions de téléspectateurs[76] (première diffusion)

- Meg Steedle : Amanda Kendall
- Maité Schwartz : Inspecteur Isabel Chablis
- Abhi Sinha : Khan
- Senta Moses : Katherine Atwood
- Medalion Rahimi : Lila
- Margarita Kallas : Natasha Dunchenko
- Daniel Hugh Kelly : Amiral Kendall

- Ducky cite le film Marathon man.
- Tony annonce qu'il y aurait plus de 1800 caméras de surveillance à Marseille, ce qui pousse Tony à rétorquer que c'est  Les Trois Jours du Condor.
- On apprend à la fin de l'épisode que Palmer va être papa via le jeu Symbolize grâce à Breena.

### Épisode 24:Honore ton père
- États-Unis /  Canada : 13 mai 2014 sur CBS / Global
- Suisse : 11 septembre 2014 sur RTS Un
- Québec : 27 septembre 2014 sur Historia
- France : 28 novembre 2014 sur M6
- Belgique : 26 novembre 2014 sur RTL-TVI

- États-Unis : 16,95 millions de téléspectateurs[77]
- Canada : 2,44 millions de téléspectateurs[78](première diffusion + différé 7 jours)
- France : 4,51 millions de téléspectateurs[79](première diffusion)

- Marco Sanchez : Alejandro Rivera
- Billy Dee Williams : Leroy Jethro Moore
- Clare Carey : Ann Gibbs
- Stephen Monroe Taylor : Wayne Levinson
- Kim Rhodes (Sarah Jenkins, agent de la CIA)
- Fernanda Andrade : Leticia Gomez
- Ellen Wroe : Violet L., officier quartier maître
- Daniel E. Smith : Cal Frasier
- Sean Patrick Murphy : Capitaine Arnold Craig

## Cotes d'écoute au Canada anglophone
Avant le 18 novembre 2013, les chiffres fournis par BBM Canada étaient les données dites « préliminaires », c'est-à-dire les écoutes en direct ainsi que les écoutes en différé le même jour. Ces chiffres incluent désormais les écoutes en direct et les écoutes en différé sur 7 jours. En raison de ce changement, les chiffres peuvent donc paraître plus élevés.

### Portrait global
- La moyenne de cette saison est d’environ 2,46 millions de téléspectateurs[Note 1].

### Données détaillées
| Numéro épisode | Titre original                  | Diffuseur | Date de diffusion originale (2013-2014) | Heure         | Cotes d'écoute (en téléspectateurs) | Classement soirée | Classement semaine |
| -------------- | ------------------------------- | --------- | --------------------------------------- | ------------- | ----------------------------------- | ----------------- | ------------------ |
| 1              | Whiskey Tango Foxtrot           | Global    | Mardi 24 septembre 2013                 | 20h00 HE / HP | 2 593 000                           | 2                 | 4                  |
| 2              | Past, Present And Future        | Global    | Mardi 1er octobre 2013                  | 20h00 HE / HP | 2 420 000                           | 1                 | 3                  |
| 3              | Under The Radar                 | Global    | Mardi 8 octobre 2013                    | 20h00 HE / HP | 2 210 000                           | 1                 | 4                  |
| 4              | Anonymous Was A Woman           | Global    | Mardi 15 octobre 2013                   | 20h00 HE / HP | 2 529 000                           | 1                 | 2                  |
| 5              | Once A Crook                    | Global    | Mardi 22 octobre 2013                   | 20h00 HE / HP | 2 160 000                           | 1                 | 3                  |
| 6              | Oil & Water                     | Global    | Mardi 29 octobre 2013                   | 20h00 HE / HP | 2 422 000                           | 1                 | 1                  |
| 7              | Better Angels                   | Global    | Mardi 5 novembre 2013                   | 20h00 HE / HP | 2 058 000                           | 1                 | 3                  |
| 8              | Alibi                           | Global    | Mardi 12 novembre 2013                  | 20h00 HE / HP | 2 298 000                           | 1                 | 3                  |
| 9              | Gut Check                       | Global    | Mardi 19 novembre 2013                  | 20h00 HE / HP | 2 554 000                           | 1                 | 5                  |
| 10             | Devil's Triad                   | Global    | Mardi 10 décembre 2013                  | 20h00 HE / HP | 2 450 000                           | 1                 | 3                  |
| 11             | Homesick                        | Global    | Mardi 17 décembre 2013                  | 20h00 HE / HP | 2 611 000                           | 1                 | 1                  |
| 12             | Kill Chain                      | Global    | Mardi 7 janvier 2014                    | 20h00 HE / HP | 2 756 000                           | 1                 | 3                  |
| 13             | Double Back                     | Global    | Mardi 14 janvier 2014                   | 20h00 HE / HP | 2 695 000                           | 1                 | 2                  |
| 14             | Monsters And Men                | Global    | Mardi 4 février 2014                    | 20h00 HE / HP | 2 623 000                           | 1                 | 5                  |
| 15             | Bulletproof                     | Global    | Mardi 25 février 2014                   | 20h00 HE / HP | 2 703 000                           | 1                 | 4                  |
| 16             | Dressed To Kill                 | Global    | Mardi 4 mars 2014                       | 20h00 HE / HP | 2 511 000                           | 1                 | 2                  |
| 17             | Rock And A Hard Place           | Global    | Mardi 18 mars 2014                      | 20h00 HE / HP | 2 519 000                           | 1                 | 2                  |
| 18             | Crescent City (Première partie) | Global    | Mardi 25 mars 2014                      | 20h00 HE / HP | 2 474 000                           | 1                 | 1                  |
| 19             | Crescent City (Deuxième partie) | Global    | Mardi 1er avril 2014                    | 20h00 HE / HP | 2 484 000                           | 1                 | 2                  |
| 20             | Page Not Found                  | Global    | Mardi 8 avril 2014                      | 20h00 HE / HP | 2 399 000                           | 1                 | 3                  |
| 21             | Alleged                         | Global    | Mardi 15 avril 2014                     | 20h00 HE / HP | 2 542 000                           | 1                 | 1                  |
| 22             | Shooter                         | Global    | Mardi 29 avril 2014                     | 20h00 HE / HP | 2 356 000                           | 2                 | 4                  |
| 23             | The Admiral's Daughter          | Global    | Mardi 6 mai 2014                        | 20h00 HE / HP | 2 280 000                           | 1                 | 3                  |
| 24             | Honor Thy Father                | Global    | Mardi 13 mai 2014                       | 20h00 HE / HP | 2 436 000                           | 3                 | 4                  |

## Anecdotes
Dans l'épisode S7E12 de la série Big Bang Theory, Penny obtient un rôle secondaire dans l'épisode 246 de NCIS ("Chaine de Frappe" Partie 1). Elle y joue une serveuse flirtant avec l'agent Gibbs. Mais elle est coupée au montage.